# Dômes de Miage
Pour les articles homonymes, voir Miage.
Les dômes de Miage sont des sommets du sud du massif du Mont-Blanc culminant à 3 673 mètres d'altitude, partagés entre les communes françaises des Contamines-Montjoie et de Saint-Gervais-les-Bains.

## Toponymie
Miage est construit sur la racine celte magio « grand ». C'est une forme de nom de montagne que l'on retrouve ailleurs, comme à la Meije. Dans les religions, il est très courant de désigner des divinités par des expressions telles que « le grand, le très haut, le tout puissant, le seigneur ».

## Géographie

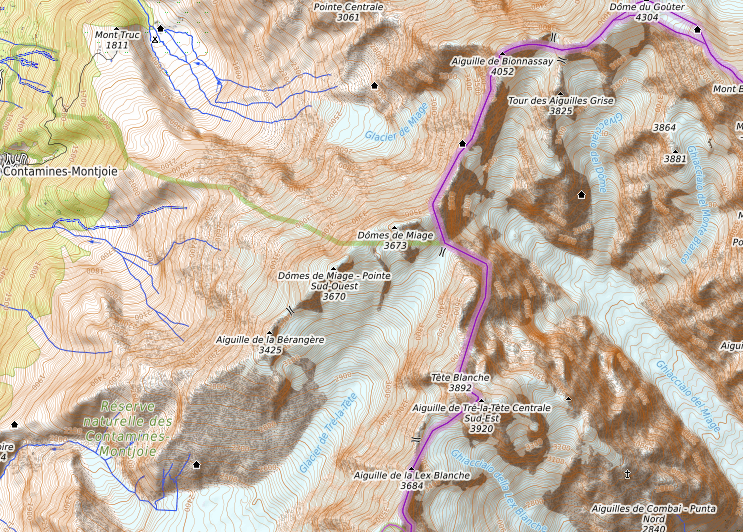
Carte topographique des dômes.

L'arête des dômes s'étire sur plus de trois kilomètres de longueur et compte une antécime, l'aiguille de la Bérangère (3 425 m), et cinq sommets, du sud-ouest au nord-est :  le dôme 3670, le dôme 3666, le dôme 3633, le dôme 3673 (séparé du précédent par le col des Dômes, 3 559 m) et le dôme 3672.

## Alpinisme
Les dômes de Miage sont considérés comme une des plus belles courses d'arêtes du massif du Mont-Blanc.
La voie normale part du refuge des Conscrits, remonte le glacier de Tré-la-Tête, monte au col des Dômes (3 559 m) situé entre les dômes 3673 et 3633 et suit, en direction du sud-ouest, l'arête jusqu'à la Bérangère (PD). La traversée intégrale se fait en général du refuge des Conscrits au refuge Durier, dans l'autre sens (sud-ouest - nord-est), et est un peu plus dure (AD). Elle est en général enchaînée avec la grande traversée Bionnassay - mont Blanc.

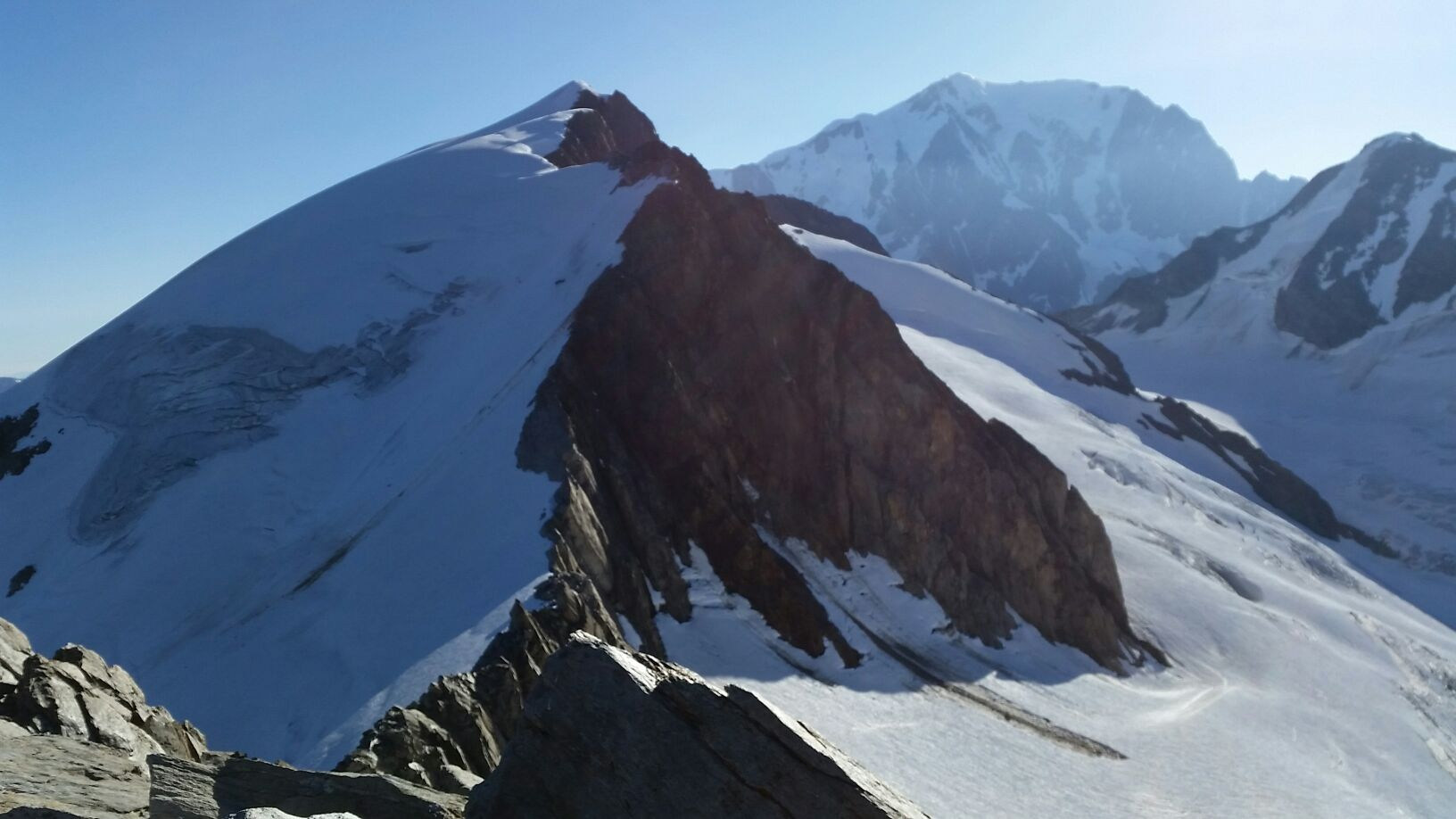
Les dômes de Miage et le mont Blanc en arrière-plan depuis le sommet de l'aiguille de la Bérangère.
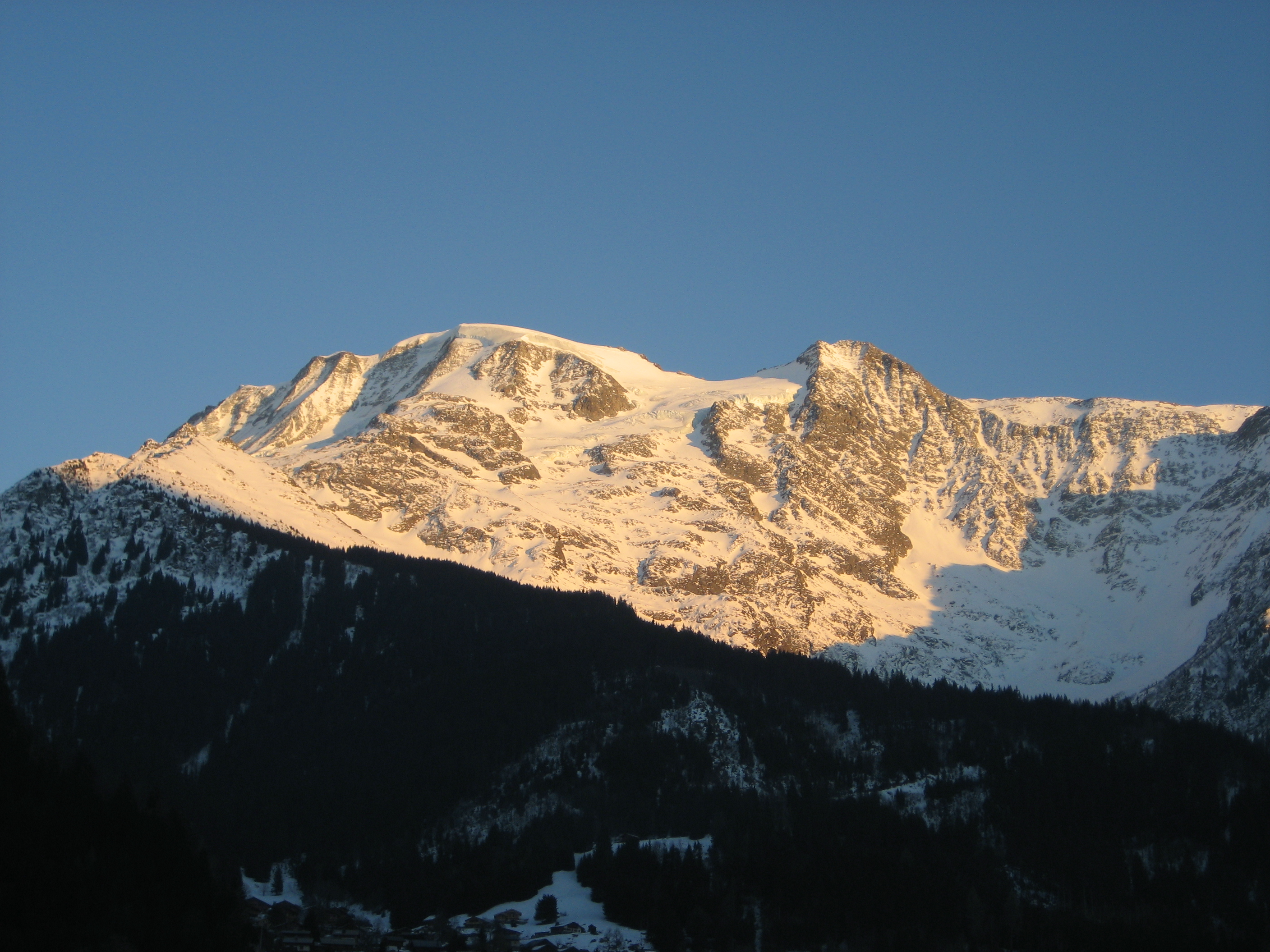
Les dômes au couchant vus depuis Les Contamines-Montjoie à l'ouest.
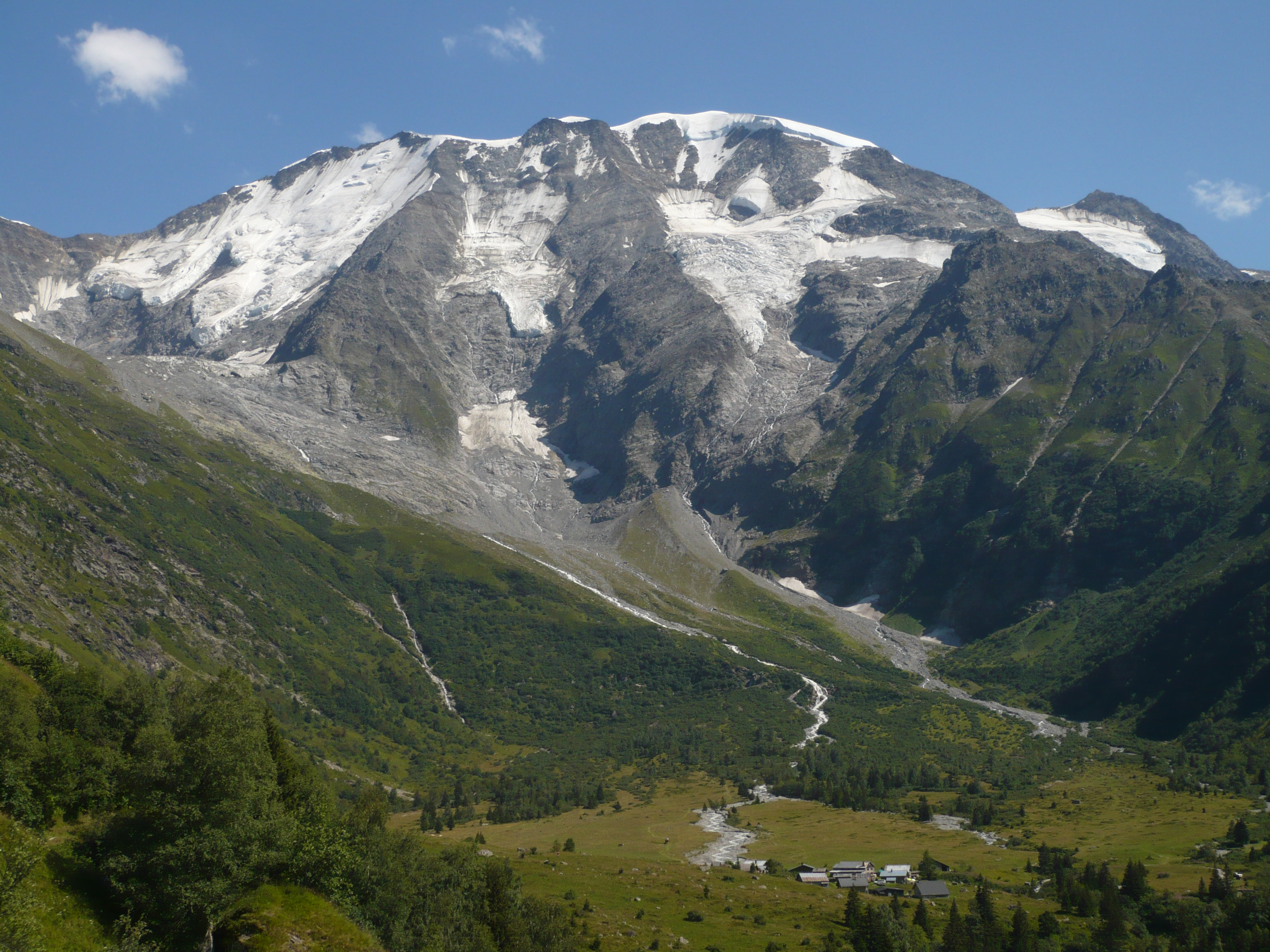
Les dômes avec les chalets de Miage au premier plan.
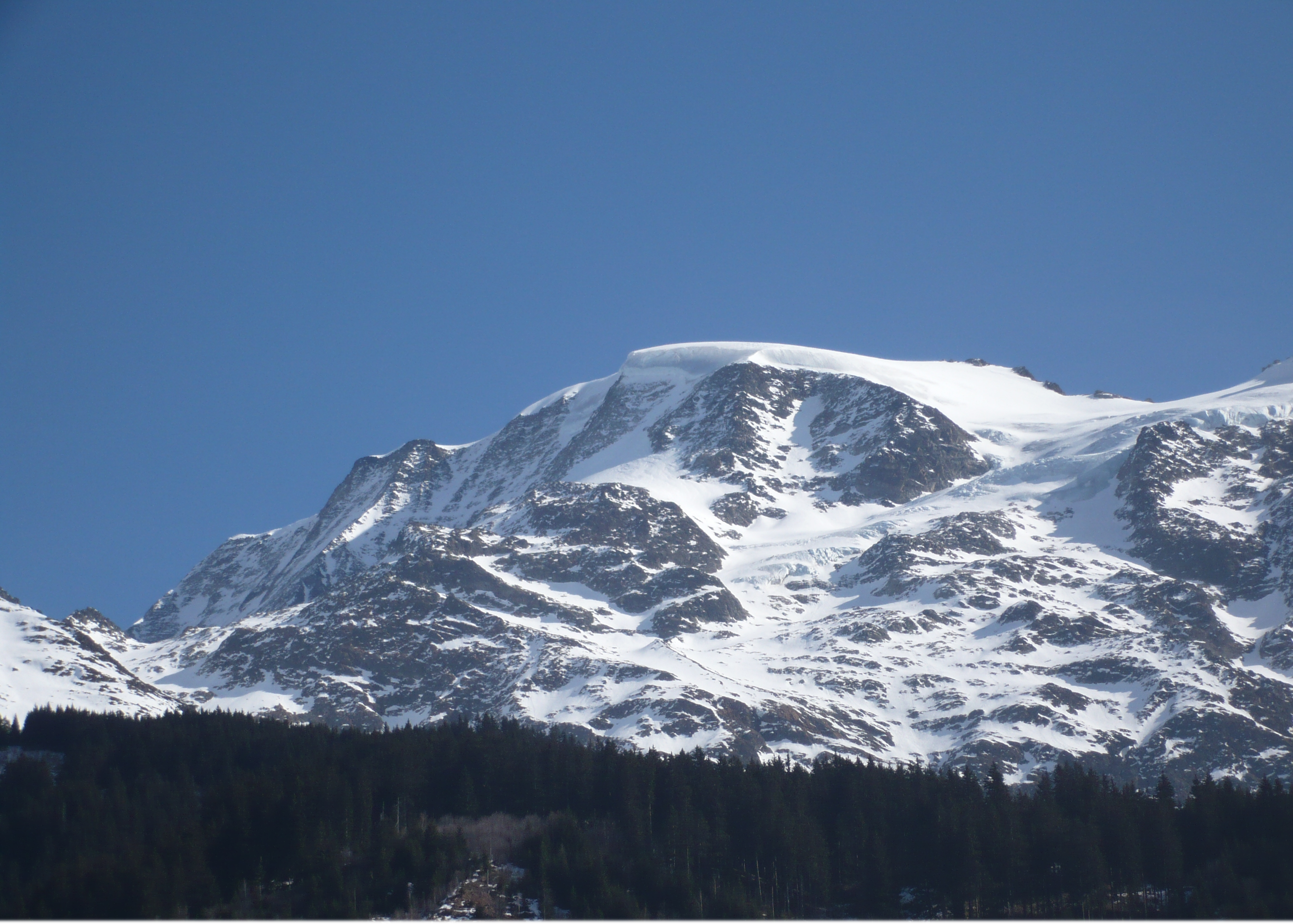
Les dômes en hiver vus depuis Les Contamines-Montjoie.
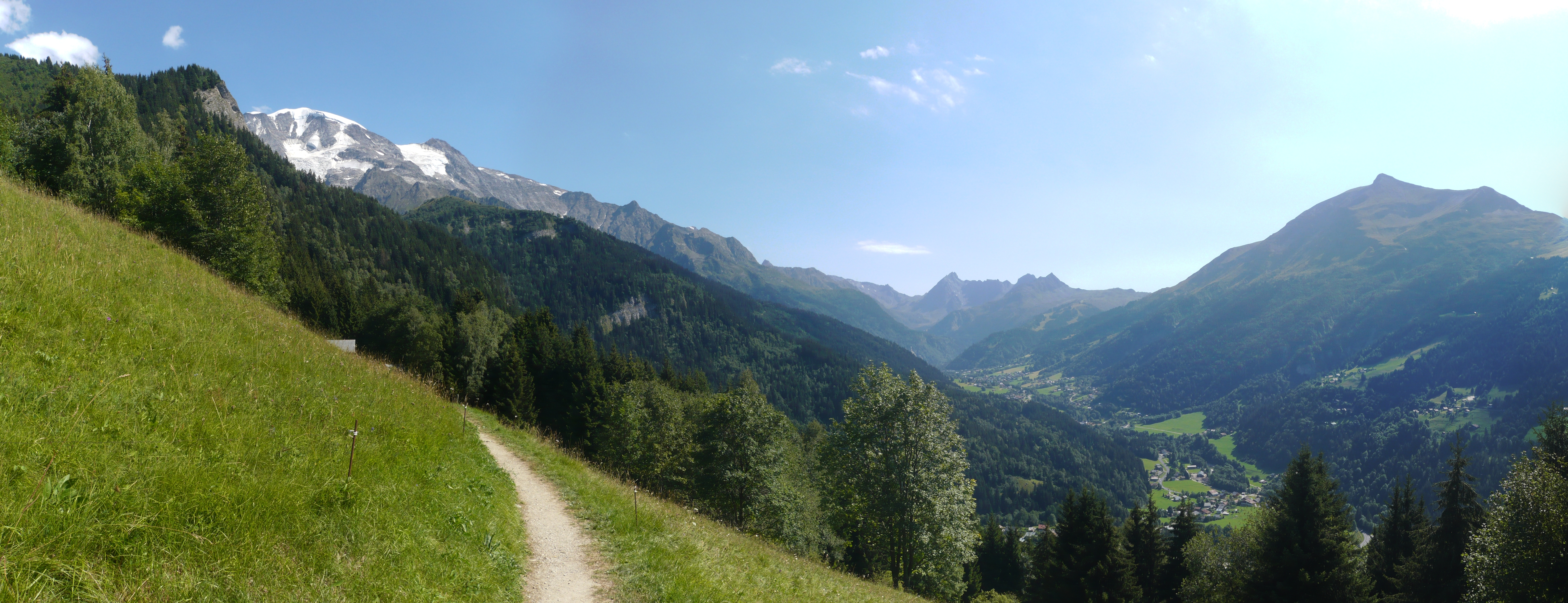
Panorama estival du val Montjoie : les dômes enneigés à gauche faisant face au mont Joly à droite.
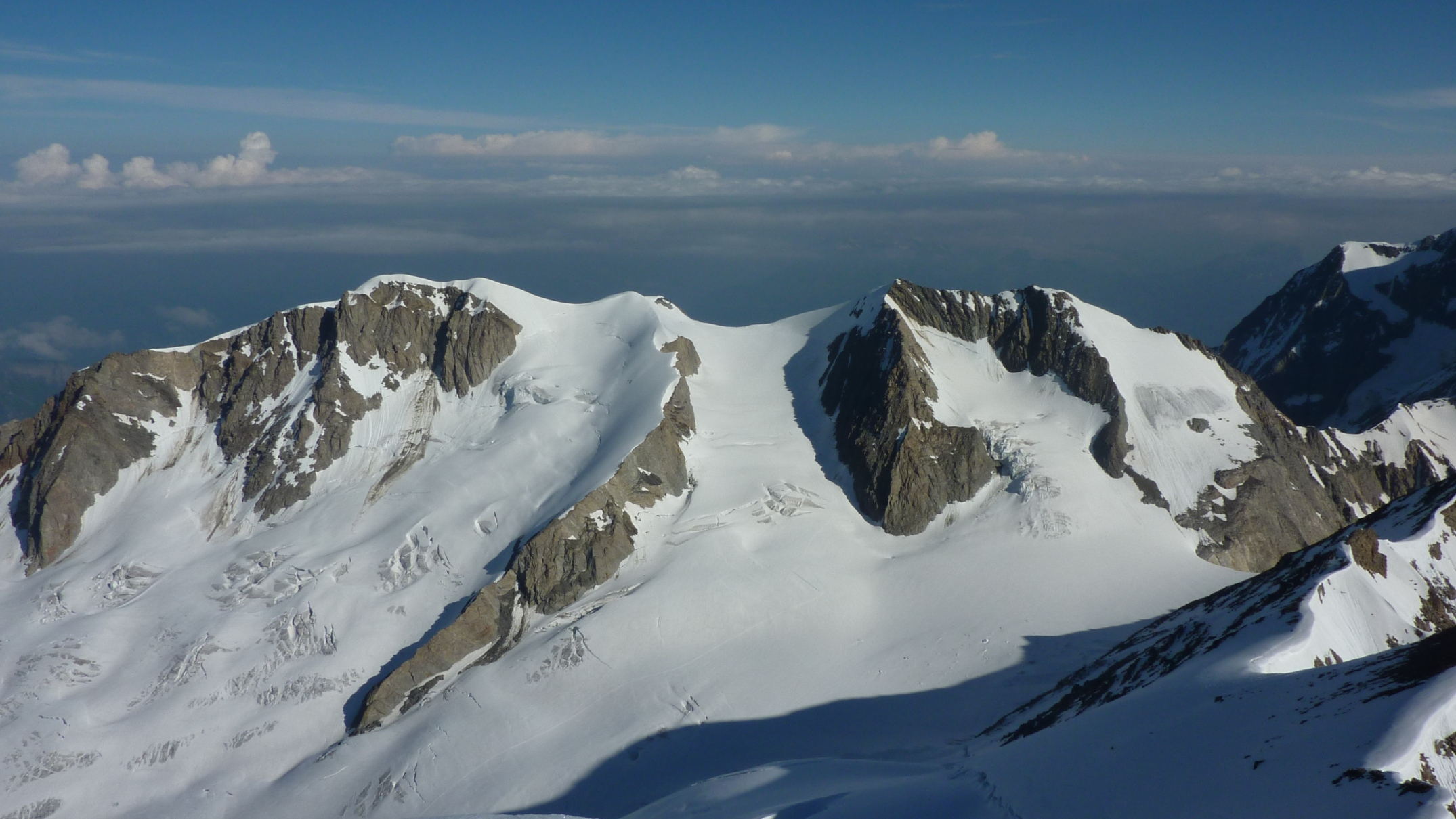
Les dômes de Miage dominant le glacier de Tré-la-Tête depuis l'aiguille de Tré-la-Tête au sud-est.